# Oración a la Virgen Inmaculada

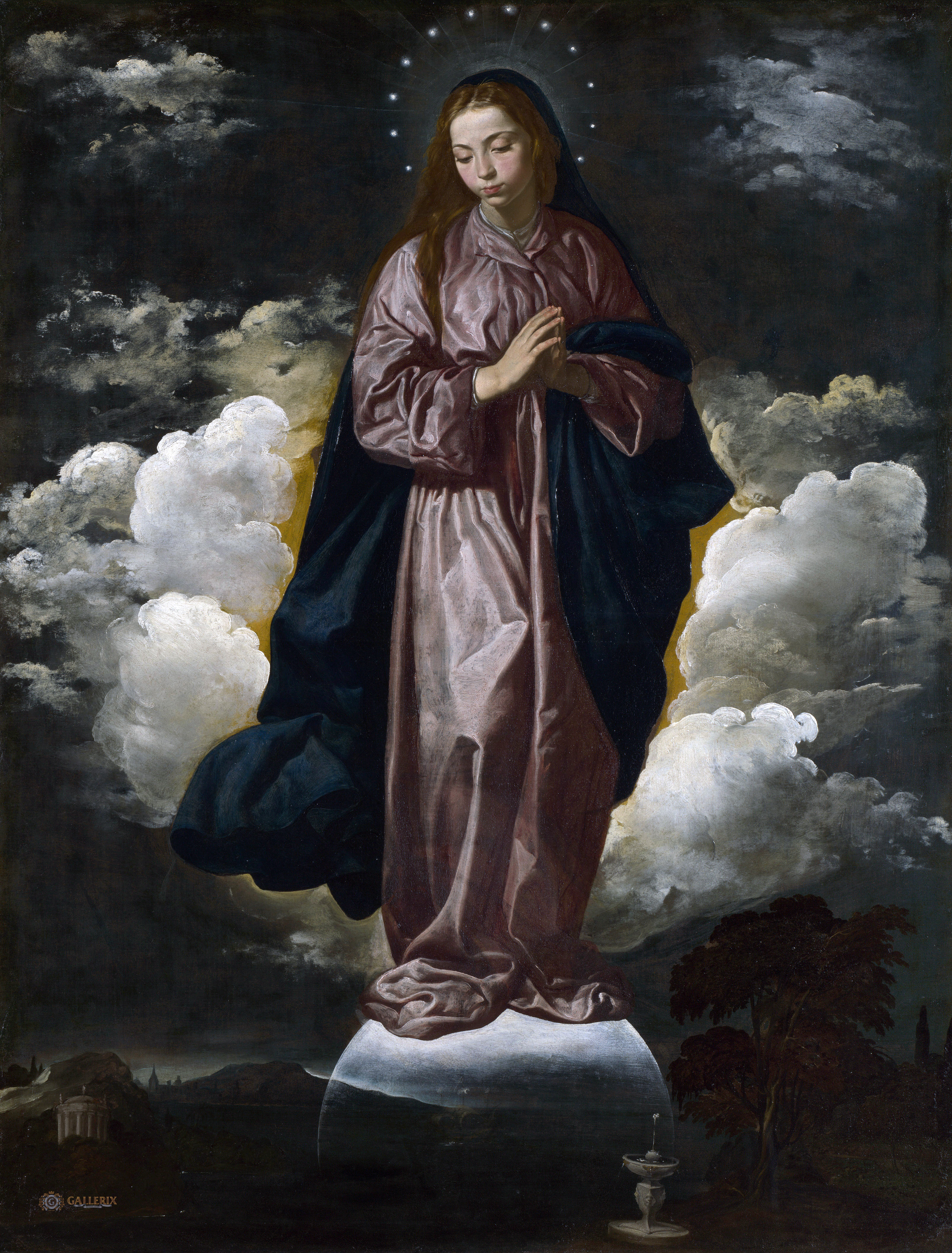
La Inmaculada Concepción pintada por Velázquez hacia 1618

La Oración a la Virgen Inmaculada es una oración  católica tradicional  mariana compuesta por san Maximiliano Kolbe.
Es una oración de consagración a la Inmaculada, es decir, a la imaculadamente concebida  Virgen María.
La oración de consagración es la siguiente

Oh Inmaculada, Reina del cielo y de la tierra, refugio de los pecadores y nuestra amantísima Madre, Dios ha querido confiarte todo el orden de la misericordia. Yo, (nombre), pecador arrepentido, me arrojo a tus pies, suplicándote humildemente que me tomes, con todo lo que soy y tengo, enteramente para ti como posesión y propiedad tuya. Te ruego que hagas de mí, de todas mis facultades del alma y del cuerpo, de toda mi vida, de la muerte y de la eternidad, lo que más te agrade.
Si te complace, usa todo lo que soy y tengo sin reservas, enteramente para cumplir lo que se dijo de ti: "Ella aplastará tu cabeza", y "Sólo tú has destruido todas las herejías en el mundo entero". Permíteme ser un instrumento idóneo en tus inmaculadas y misericordiosas manos para introducir y acrecentar al máximo tu gloria en todas las numerosas almas extraviadas e indiferentes, y ayudar así a extender lo más posible el bendito reino del Sacratísimo Corazón de Jesús. Porque dondequiera que entres obtienes la gracia de la conversión y del crecimiento en la santidad, ya que por tus manos nos llegan todas las gracias del Sacratísimo Corazón de Jesús.
℣. Permíteme que te alabe, oh Virgen sagrada.
℟. Dame fuerza contra tus enemigos
Amén

Se puede utilizar una versión más corta de la oración para la renovación diaria de la consagración:

Immaculata, Reina y Madre de la Iglesia, te renuevo mi consagración para este día y para siempre, a fin de que me utilices para la llegada del Reino de Jesús al mundo entero. Para ello te ofrezco todas mis oraciones, acciones y sacrificios de este día.